# 1926 na televisão

## Nascimentos
| Data            | Nome              | Profissão                     | Nacionalidade  | Observações | Ref   |
| --------------- | ----------------- | ----------------------------- | -------------- | ----------- | ----- |
| 12 de fevereiro | Dary Reis         | ator                          | Brasil         | m. 2010     | [ 1 ] |
| 16 de março     | Jerry Lewis       | ator, comediante e realizador | Estados Unidos | m. 2017     | [ 2 ] |
| 20 de março     | José Vasconcellos | ator, humorista e radialista  | Brasil         | m. 2011     | [ 3 ] |
| 23 de março     | Berta Loran       | atriz e comediante            | Brasil         |             |       |
| 23 de abril     | Lala Schneider    | atriz                         | Brasil         | m. 2007     | [ 4 ] |
| 13 de junho     | Paul Lynde        | ator                          | Estados Unidos | m. 1982     | [ 5 ] |
| 10 de julho     | Fred Gwynne       | ator                          | Estados Unidos | m. 1993     | [ 6 ] |
| 25 de julho     | Beatriz Segall    | atriz                         | Brasil         | m. 2018     | [ 7 ] |
| 15 de outubro   | Jean Peters       | atriz                         | Estados Unidos | m. 2000     | [ 8 ] |
| 9 de dezembro   | Pompín Iglesias   | comediante                    | Colômbia       | m. 2007     | [ 9 ] |

## Mortes
| Data | Nome | Profissão | Nacionalidade | Observações | Ref |
| ---- | ---- | --------- | ------------- | ----------- | --- |